# سارة جي. بوكستون
سارة جي. بوكستون (بالإنجليزية: Sarah G. Buxton) هي ممثلة أمريكية، ولدت في 23 مارس 1965 في برينتوود في الولايات المتحدة.

## أعمال

### أفلام
- الأطفال الصغار[4]
- قصص ما قبل النوم

### مسلسلات
- جوال تكساس ووكر
- دياجنوسيز: موردر
- سي اس آي: التحقيق في موقع الجريمة
- سي إس آي: ميامي
- عقول إجرامية

## وصلات خارجية
- سارة جي. بوكستون على موقع IMDb (الإنجليزية)
- سارة جي. بوكستون على موقع ألو سيني (الفرنسية)
- سارة جي. بوكستون على موقع أول موفي (الإنجليزية)
- سارة جي. بوكستون على موقع قاعدة بيانات الأفلام السويدية (السويدية)
- سارة جي. بوكستون على موقع إن إن دي بي (الإنجليزية)
- سارة جي. بوكستون على موقع قاعدة بيانات الفيلم (الإنجليزية)
- سارة جي. بوكستون على موقع كينوبويسك (الروسية)